# Roselliniomyces trichotheliorum
Roselliniomyces trichotheliorum är en svampart som beskrevs av Matzer & Hafellner 1990. Roselliniomyces trichotheliorum ingår i släktet Roselliniomyces, klassen Sordariomycetes, divisionen sporsäcksvampar och riket svampar.   Inga underarter finns listade i Catalogue of Life.